# Greg Foster
Pour les articles homonymes, voir Foster.
Gregory Foster, dit Greg Foster (né le 4 août 1958 à Chicago et mort le 19 février 2023 à Maywood,), est un athlète américain spécialiste du 110 mètres haies. 
Il remporte quatre titres de champion du monde : trois en plein air sur 110 m haies en 1983, 1987 et 1991, et un en salle sur 60 m haies en 1991.

## Biographie
Étudiant à l'Université de Californie à Los Angeles, Greg Foster remporte la finale du 110 m haies des Championnats NCAA de 1978 en 13 s 22, meilleure performance mondiale de l'année, à un centième de seconde seulement du record du monde du Cubain Alejandro Casañas. 
En 1981, l'Américain s'adjuge son premier titre national en plein air, puis remporte ensuite la Coupe du monde des nations de Rome en 13 s 32, devant Alejandro Casañas. Il s'illustre quelques jours plus tard au Weltklasse Zurich en établissant avec 13 s 03 (-0,2 m/s) le meilleur temps de sa carrière. Il s'incline néanmoins face son compatriote Renaldo Nehemiah, auteur d'un nouveau record du monde en 12 s 93 et premier homme sous la barrière des 13 secondes au 110 m haies. 
En 1983 à Helsinki, Greg Foster remporte les premiers Championnats du monde d'athlétisme en 13 s 42, devant le Finlandais Arto Bryggare, et ce après avoir évité une chute lors du franchissement du huitième obstacle. Figurant parmi les favoris des Jeux olympiques de 1984, il se classe deuxième de la finale en 13 s 20, à trois centièmes de seconde de son compatriote Roger Kingdom. Désigné meilleur performeur mondial de l'année 1983 (13 s 11, à Westwood le 15 mai), il termine à la première place de bilans mondiaux 1984 grâce à son temps de 13 s 15 établi lors du meeting de Zurich. 
Le 16 janvier 1987 à Los Angeles, Greg Foster établit le premier record du monde du 60 mètres haies homologué par la Fédération internationale d'athlétisme (IAAF) en 7 s 36. En août, il conserve son titre de champion du monde en s'imposant à Rome en 13 s 21 devant les Britanniques Jonathan Ridgeon (13 s 29) et Colin Jackson (13 s 38), en l'absence du favori de l'épreuve Roger Kingdom, blessé. Vainqueur du meeting de Lausanne en 13 s 17 (meilleure performance mondiale de l'année 1987), il se classe deuxième de la Finale du Grand Prix de Bruxelles derrière son compatriote Tonie Campbell.
Insuffisamment remis d'une fracture à l'avant bras contractée en début de saison 1988, il ne parvient pas à se qualifier pour les Jeux olympiques de Séoul qui voient s'imposer Roger Kingdom.
En 1990, Foster est suspendu six mois par l'IAAF après avoir été contrôlé positif à l'Éphédrine.
De retour à la compétition en début de saison 1991, il s'illustre lors des Championnats du monde en salle de Séville en enlevant le titre mondial du 60 mètres haies en 7 s 45, devant le Soviétique Igors Kazanovs et le Canadien Mark McKoy. Vainqueur de son sixième titre national en salle, il remporte pour la cinquième fois de sa carrière les Championnats des États-Unis en plein air, et établit fin juillet à Vigo en 13 s 06, sa meilleure performance depuis 1981. Fin août à Tokyo, Greg Foster devient champion du monde du 110 m haies pour la troisième fois consécutive. Il égale son meilleur temps de l'année de 13 s 06, et devance après visionnage de la photo-finish son compatriote Jack Pierce
Il met un terme à sa carrière d'athlète à l'issue de la saison 1996.
Il est élu au Temple de la renommée de l'athlétisme des États-Unis en 1998.
En 2020, il subit une transplantation cardiaque à la suite d'amylose qui lui avait été diagnostiquée en 2016 et après avoir subi une chimiothérapie. Il décède le 19 février 2023 à Maywood.

## Palmarès

### International
| Année | Compétition                    | Lieu        | Résultat | Épreuve     | Temps   |
| ----- | ------------------------------ | ----------- | -------- | ----------- | ------- |
| 1981  | Coupe du monde des nations     | Rome        | 1er      | 110 m haies | 13 s 32 |
| 1983  | Championnats du monde          | Helsinki    | 1er      | 110 m haies | 13 s 42 |
| 1984  | Jeux olympiques                | Los Angeles | 2e       | 110 m haies | 13 s 23 |
| 1986  | Goodwill Games                 | Moscou      | 1er      | 110 m haies | 13 s 23 |
| 1987  | Championnats du monde          | Rome        | 1er      | 110 m haies | 13 s 21 |
| 1987  | Finale du Grand Prix           | Bruxelles   | 2e       | 110 m haies | 13 s 36 |
| 1991  | Championnats du monde en salle | Séville     | 1er      | 60 m haies  | 7 s 45  |
| 1991  | Championnats du monde          | Tokyo       | 1er      | 110 m haies | 13 s 06 |

### National
- Championnats des États-Unis d'athlétisme
  - Extérieur : vainqueur du 110 m haies en 1981, 1983, 1986, 1987 et 1991
  - Salle : vainqueur du 60 m haies en 1983, 1984, 1985, 1987, 1988 et 1991
- Championnats NCAA
  - vainqueur du 110 m haies en 1978 et 1980, et du 200 m en 1979

## Records

### Records personnels
Greg Foster a détenu les records du monde du 50 mètres haies de janvier 1985 à mars 1986 avec 6 s 35, et du 60 mètres haies de janvier 1987 à mars 1994 avec 7 s 36, chronomètre constituant le premier record du monde du 60 mètres haies et le situant au quatrième rang des meilleurs performeurs de tous les temps sur la distance derrière l'Américain Grant Holloway (7 s 29), le Britannique Colin Jackson (7 s 30) et le Cubain Dayron Robles (7 s 33).  
| Épreuve     | Temps   | Lieu            | Date                            |
| ----------- | ------- | --------------- | ------------------------------- |
| 50 m haies  | 6 s 35  | Rosemont Ottawa | 27 janvier 1987 31 janvier 1987 |
| 60 m haies  | 7 s 36  | Los Angeles     | 16 janvier 1987                 |
| 110 m haies | 13 s 03 | Zurich          | 19 août 1981                    |

### Meilleures performances de l'année
Durant sa carrière, Greg Foster a figuré quinze fois parmi les dix meilleurs athlètes sur 110 m haies aux bilans mondiaux établis chaque année par l'IAAF, se classant dans le top 3 à treize reprises, et obtenant le titre de « meilleur performeur mondial de l'année » en 1978, 1982, 1983, 1984 et 1987.
| Année | Temps   | Date                         | Lieu                | Rang |
| ----- | ------- | ---------------------------- | ------------------- | ---- |
| 1977  | 13 s 57 | 7 mai 1977                   | Fresno              | -    |
| 1978  | 13 s 22 | 2 juin 1978                  | Eugene              | 1    |
| 1979  | 13 s 28 | 1er juin 1979                | Champaign           | 3    |
| 1980  | 13 s 27 | 11 mai 1980                  | Westwood            | 2    |
| 1981  | 13 s 03 | 19 août 1981                 | Zurich              | 2    |
| 1982  | 13 s 22 | 25 août 1982                 | Coblence            | 1    |
| 1983  | 13 s 11 | 15 mai 1983                  | Westwood            | 1    |
| 1984  | 13 s 15 | 22 août 1984                 | Zurich              | 1    |
| 1985  | 13 s 24 | 4 septembre 1985             | Rieti               | 2    |
| 1986  | 13 s 25 | 6 juillet 1986               | Moscou              | 2    |
| 1987  | 13 s 17 | 15 septembre 1987            | Lausanne            | 1    |
| 1988  | 13 s 39 | 5 juin 1988                  | Westwood            | 12   |
| 1989  | 13 s 19 | 10 juin 1989                 | Westwood            | 3    |
| 1990  | 13 s 15 | 26 juillet 1990              | La Corogne          | 2    |
| 1991  | 13 s 06 | 23 juillet 1991 29 août 1991 | Vigo Tokyo          | 2    |
| 1992  | 13 s 32 | 28 juin 1992                 | La Nouvelle-Orléans | 9    |
| 1993  | 13 s 27 | 25 juin 1993                 | Indianapolis        | 11   |
| 1994  | 13 s 26 | 22 juillet 1994              | Oslo                | 9    |